# Kuzco 2
Série
Kuzco, l'empereur mégalo
(2000)
Pour plus de détails, voir Fiche technique et Distribution.
Kuzco 2 : King Kronk ou Kronk, le costaud rigolo ou Un Kronk nouveau genre au Québec (The Emperor's New Groove 2 : Kronk's New Groove) est le 97e long-métrage d'animation des studios Disney.
Sorti directement en vidéo en 2006, le film est la suite de Kuzco, l'empereur mégalo (2000).
Le film met en scène Kronk, le complice d'Yzma dans l'opus précédent, qui travaille désormais comme cuisinier au restaurant du coin. Il a tout pour être heureux, sauf un foyer avec femme et enfants. Il apprend que son père veut lui rendre visite. Problème : celui-ci risque de s'apercevoir que son fils n’est toujours pas « installé ». Kronk va tenter de trouver des solutions, mais pour ceci, il dispose de très peu de temps.

## Synopsis
Dans cette histoire, le héros n'est pas l'empereur Kuzco, mais Kronk, désormais chef et livreur en chef de Mudka's Meat Hut. Tout va pour le mieux pour Kronk jusqu'au jour où son père, Papi, lui annonce vouloir venir lui rendre visite. Papi, qui reprochait à Kronk de parler aux animaux quand il était jeune, a toujours désapprouvé l'intérêt de Kronk pour la cuisine et souhaiterait qu'il s'installe avec une femme dans une grande maison sur une colline, ce que Kronk voudrait faire pour le rendre fier de lui, mais ce n'est encore qu'un projet vague.
Dans un flashback, Kronk raconte comment il a failli avoir les deux. Dans la première histoire : Kronk fait ses livraisons dans une maison de retraite où des personnes âgées ne font que se plaindre. Ayant appris l'intention de Kronk d’avoir une maison, Yzma (qui est maintenant à nouveau humaine bien qu'elle ait encore une queue) lui propose de travailler ensemble pour vendre de la boue d'égout comme élixir de jeunesse auprès des retraités, lui faisant miroiter de gagner suffisamment d'argent pour qu’il puisse acheter la maison des vieux pour s'y installer. Le but d'Ysma est de gagner assez d'argent pour devenir impératrice. Lorsque Kronk retrouve le vieux Rudy, celui-ci lui révèle qu’il a vendu tout ce qu’il avait, jusqu'à ses vêtements, pour obtenir toujours plus de l'élixir d’Yzma au point d’être ruiné. Kronk comprend alors que l'élixir est une arnaque et le révèle à tous le monde, ce qui pousse Yzma à s’enfuir alors que les personnes âgées la poursuivent et la coincent sur un pont au-dessus d'une rivière pleine de crocodiles. Pour les empêcher de l'attaquer, elle se transforme en lapin, mais est attrapée et emmenée par un condor. Lorsque Kronk se rend compte que les personnes âgées ont vendu tout ce qu'elles possèdent en échange de quelque chose qui ne fonctionne pas, il leur offre sa maison.
Dans la seconde histoire : Kronk est chef d'une équipe de scouts, les Ragondins du Camp Chippamunka. Pendant une compétition contre un autre camp scout, mené par la cheftaine Birdwell, les deux chef se disputent après un malentendu durant la première épreuve (l'équipe de Kronk ayant commis une faute accidentellement, Birdwell l'avait faite disqualifier). Les deux équipes épuisées par les épreuves, les deux chefs décident de leur faire du pain au raisin. Tous deux reprennent leur dispute jusqu'à ce qu’ils finissent par se calmer, puis comprendre le malentendu. Ils décident alors de cuisiner ensemble, et peu à peu commencent à tomber amoureux. Le lendemain, les deux chefs présentent leurs excuses à tous les scouts et leur demandent de rester fairplay durant l’épreuve de Cheerleading. Mais Tipo prévoit de tricher durant l’épreuve en ignorant leurs réconciliation. Après la prestation de l’équipe de Kronk, Tipo met du poil à gratter dans le talc de l'équipe de Birdwell pour en saboter la prestation. Birdwell l’apprend après le fiasco et le gronde, mais Kronk intervient pour défendre Tipo en disant qu'il l'a poussé à gagner par tous les moyens. Furieuse, Birdwell fait sa valise et rend son cadeau à Kronk en disant qu’elle ne veut plus le revoir, avant de partir avec ses scouts.
Papi arrive et Kronk lui ment en lui présentant Chicha et ses enfants comme sa famille et en prétendant que la maison de Pacha est la sienne. Lorsque Pacha, déguisé en femme, arrive pour l'aider, Kronk lui fait croire que c'est sa belle-mère pour cacher le subterfuge. Mais les choses empirent pour Kronk lorsqu’il essaye de cacher à Papi son emploi de cuisinier tout en préparant les commandes en cuisine et que des personnes se présentent comme étant la femme de Kronk devant Papi. Durant la confusion générée, la fondue inonde le Mudka's Meat Hut.
Kronk avoue à Papi son vrai centre d'activité, et révèle tous ses mensonges. Le prenant en pitié, tout le monde le console, en lui disant qu'il a mérité leur amitié en renonçant à ses mensonges pour eux. Kronk réalise alors que ses amis comptent plus que la fierté de son Papi, mais celui-ci lui exprime un « bravo bonhomme » en disant qu’il est fier de lui. C'est à ce moment que Tipo arrive, accompagné de Birdwell, qui est toujours amoureuse de Kronk.
Pendant ce temps, Yzma est dans le nid du condor avec deux œufs qui commencent à éclore.

## Fiche technique
- Titre original : The Emperor's New Groove 2 : Kronk's New Groove
- Titre français : Kuzco 2 : King Kronk ou Kronk, le costaud rigolo
- Titre québécois : Un Kronk nouveau genre
- Réalisation : Saul Andrew Blinkoff (en) et Elliot M. Bour (en)
- Scénario : Michael LaBash, Anthony Leondis et Tom Rogers
- Direction artistique : Colin Stimpson (supervision), Mary Locatell
- Montage : Philip Malamuth et Arthur D. Noda
- Musique : Mark Watters
  - Chansons : Be True To Your Groove, paroles et musique de Peter Lurye ; Feel Like a Million, paroles et musique de Jeanine Tesori ; Camp Chippamunka, paroles et musique de Randy Petersen et Kevin Quinn
- Production : John A. Smith
- Sociétés de production : Walt Disney Pictures, DisneyToon Studios
- Société de distribution : Buena Vista Home Entertainment
- Pays :  États-Unis
- Langue d'origine : anglais
- Format : Couleur - 1,78:1 - son Dolby Digital
- Genre : Animation, comédie et aventure
- Durée : 75 minutes
- Dates de sortie :
  - États-Unis : 13 décembre 2005
  - France : 7 décembre 2005

## Distribution

### Voix originales
- Patrick Warburton : Kronk
- Tracey Ullman : Mrs Birdwell
- Eartha Kitt : Yzma
- David Spade : Kuzco
- John Goodman : Pacha
- Wendie Malick : Chicha
- John Mahoney : Papi
- John Fiedler : Rudy
- Bob Bergen : Bucky
- Eli Russell Linnetz : Tipo
- Jessie Flower : Chaca
- Anthony Ghannam : Huayna
- April Winchell : Hildy / Marge / Tina / voix additionnelles
- Patti Deutsch : Waitress (la serveuse)
- Jeff Bennett : Skinny Old Man (le vieil homme décharné) / Stout Old Man (le vieil homme corpulent) / Gollum-Rudy / voix additionnelles

### Voix françaises
- Emmanuel Curtil : Kronk
- Laëtitia Lefebvre : Mlle Birdwell
- Élisabeth Wiener : Yzma
- Didier Gustin : Kuzco
- Jacques Frantz : Pacha
- Frederique Tirmont : Chicha
- Marc Cassot : Papi
- Georges Aubert : Rudy
- Gwenaël Sommier : Tipo
- Camille Donda : Chaca
- Vanina Pradier : Tina
- Marie Giraudon : Marge
- Laurence Badie : la serveuse
- Denise Metmer : la vieille dame avec la robe mauve
- Jean-Claude Donda : le porteur, l'écureuil, un membre du jury de natation
- Mamido Bomboko Boyele : soliste (chant)

### Voix québécoises
- Benoit Rousseau : Kronk
- Pascale Montreuil : Mlle Birdwell
- Sophie Faucher : Yzma
- Marc-André Coallier : Kuzco
- Yves Corbeil : Pacha
- Isabelle Leyrolles : Chicha
- Guy Nadon : Papi
- Yves Massicotte : Rudy
- Samuel Hébert : Tipo
- Rosemarie Houde : Chaca
- Lisette Dufour : Marge
- Mireille Thibault : la serveuse
- Claude Préfontaine : le vieil homme de la résidence
- Louise Rémy : la vieille dame de la résidence
- Claudia-Laurie Corbeil : la fillette du camp
- Léo Caron et François-Nicolas Dolan : garçons du camp
- Nancy Fortin : soliste (chant)
- Pierre Bédard, Linda Mailho, Marilou Biron et Laetitia Isambert-Denis : chœurs

## Chansons du film
- Reste fidèle à ton groove ou Fidèle à ton groove au Québec (Be True To Your Groove) - soliste
- J'ai vraiment la pêche ou Comme à vingt ans au Québec (Feel Like a Million) - Yzma
- Camp Chimppamunka - les campeurs
- Let's Groove (générique de fin) - Earth, Wind & Fire

## Sorties vidéo
- France : DVD simple 8 décembre 2005

## Le saviez-vous?
- On entend les thèmes musicaux de It's a Small World (1966) des frères Sherman This Land, composé par Hans Zimmer pour Le Roi lion (1994).